# (1364) Safara
(1364) Safara est un astéroïde de la ceinture principale, découvert le 18 novembre 1935 par Louis Boyer à Alger. Ses désignations temporaires sont 1935 VB et 1932 EK.
Il est nommé d'après André Safar.